# 博姆孔塞略
博姆孔塞略是巴西伯南布哥州的一个市镇。总面积748.1平方公里，总人口45250人，人口密度60.5人/平方公里。